# Ruder-Weltmeisterschaften 1982

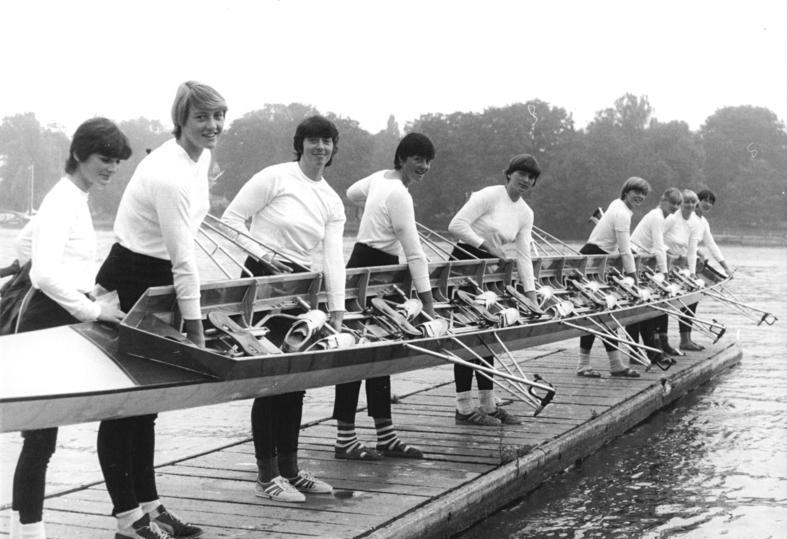
Frauen-Achter der DDR, Bronzemedaillengewinnerinnen der WM 1982; die Aufnahme entstand in Berlin rund zwei Wochen vor den Wettkämpfen

Die Ruder-Weltmeisterschaften 1982 wurden auf dem Rotsee in Luzern, Schweiz unter dem Regelwerk des Weltruderverbandes (FISA) ausgetragen. In 18 Bootsklassen wurden dabei Ruder-Weltmeister ermittelt. Die Finals fanden am 28. und 29. August 1982 statt.

## Ergebnisse
Hier sind die Medaillengewinner aus den A-Finals aufgelistet. Diese waren mit sechs Booten besetzt, die sich über Vor- und Hoffnungsläufe sowie Halbfinals für das Finale qualifizieren mussten. Die Streckenlänge betrug in allen Läufen der Männer 2000 Meter, in allen Läufen der Frauen 1000 Meter.

### Männer
| Bootsklasse                                  | Gold | Gold    | Silber | Silber  | Bronze | Bronze  |
| -------------------------------------------- | --- | ------- | --- | ------- | --- | ------- |
| Einer (M1x)                                  | Deutsche Demokratische Republik Rüdiger Reiche | 7:00,67 | Sowjetunion Wassili Jakuscha | 7:01,15 | Vereinigte Staaten John Biglow | 7:02,08 |
| Leichtgewichts-Einer (LM1x)                  | Österreich Raimund Haberl | 7:12,57 | Vereinigte Staaten Scott Roop | 7:14,26 | Italien Luca Migliaccio | 7:14,58 |
| Doppelzweier (M2x)                           | Norwegen Rolf Thorsen Alf John Hansen | 6:23,66 | Deutsche Demokratische Republik Klaus Kröppelien Joachim Dreifke | 6:25,36 | Tschechoslowakei Zdeněk Pecka Václav Vochoska | 6:28,08 |
| Leichtgewichts-Doppelzweier (LM2x)           | Italien Francesco Esposito Ruggero Verroca | 6:34,85 | Vereinigte Staaten Paul Fuchs William Belden | 6:37,28 | Schweiz Kurt Steiner Pius Z’Rotz | 6:38,87 |
| Doppelvierer (M4x)                           | Deutsche Demokratische Republik Karl-Heinz Bußert Uwe Mund Uwe Heppner Martin Winter                                                                                      | 5:55,50 | BR Deutschland Albert Hedderich Raimund Hörmann Dieter Wiedenmann Michael Dürsch                                                                                                | 5:59,10 | Sowjetunion Wiktor Rudakowitsch Wladimir Koldyschkin Alexander Sdrawomyslow Waleri Kleschnjow | 6:00,90 |
| Zweier ohne Steuermann (M2-)                 | Norwegen Hans Magnus Grepperud Sverre Løken | 6:41,98 | Deutsche Demokratische Republik Carl Ertel Ulf Sauerbrey | 6:44,88 | Niederlande Sjoerd Hoekstra Joost Adema | 6:45,72 |
| Zweier mit Steuermann (M2+)                  | Italien Carmine Abbagnale Giuseppe Abbagnale Giuseppe Di Capua (Stm.) | 6:59,63 | Deutsche Demokratische Republik Jürgen Seyfarth Karsten Schmeling Hendrik Reiher (Stm.)                                                                                         | 7:01,55 | Tschechoslowakei Milan Doleček Milan Škopek Oldřich Hejdušek (Stm.) | 7:02,07 |
| Vierer ohne Steuermann (M4-)                 | Schweiz Bruno Saile Jürg Weitnauer Hans-Konrad Trümpler Stefan Netzle | 6:10,41 | Sowjetunion Witali Jelissejew Alexander Kulagin Waleri Dolinin Alexei Kamkin | 6:11,82 | Rumänien Petru Iosub Valer Toma Daniel Voiculescu Constantin Airoaie | 6:12,32 |
| Leichtgewichts-Vierer ohne Steuermann (LM4-) | Italien Marco Romano Daniele Boschin Paolo Martinelli Pasquale Aiese | 6:17,79 | Spanien Guillermo Müller Gascón José María de Marco Pérez Enrique Briones Pérez Luis María Moreno Perpiñá                                                                       | 6:19,68 | Dänemark Mikael Espersen Flemming Jensen Lars Porneki Kim Hagsted | 6:20,33 |
| Vierer mit Steuermann (M4+)                  | Deutsche Demokratische Republik Thomas Greiner Hans Sennewald Ulrich Kons Ullrich Dießner Andreas Gregor (Stm.)                                                           | 6:19,04 | Tschechoslowakei Vojtěch Caska Josef Neštický Jan Kabrhel Karel Neffe Jiří Pták (Stm.)                                                                                          | 6:21,69 | Vereinigte Staaten Andrew Sudduth Charles Altekruse John Everett Fred Borchelt Robert Jaugstetter (Stm.) | 6:25,33 |
| Achter (M8+)                                 | Neuseeland Leslie O’Connell Mike Stanley Andrew Stevenson George Keys Roger White-Parsons Christopher White Anthony Brook David Rodger Andrew Hay (Stm.)                  | 5:36,99 | Deutsche Demokratische Republik Jens Doberschütz Hans-Peter Koppe Gert Uebeler Jörg Friedrich Ralf Brudel Harald Jährling Bernd Niesecke Bernd Höing Klaus-Dieter Ludwig (Stm.) | 5:39,17 | Sowjetunion Žoržs Tikmers Dimants Krišjānis Dzintars Krišjānis Wiktor Omeljanowytsch Wiktor Diduk Wladimir Krylow Zigmantas Gudauskas Nikolai Solomachin Juris Bērziņš (Stm.)                                                    | 5:39,52 |
| Leichtgewichts-Achter (LM8+)                 | Italien Vittorio Valentinis Mauro Torta Franco Pantano Valentino Tontodonati Renzo Borsini Lanfranco Borsini Claudio Castiglioni Leonardo Salani Giuseppe Di Capua (Stm.) | 5:49,45 | Dänemark Michael Djervig Jørn Jørgensen Ivar Molgaard Arne Højlund Søren Hansson Søren Christensen Jan Christensen Bent Fransson Jan Rasmussen (Stm.)                           | 5:50,47 | Spanien Fernando Climent Huerta Angel Sáez Bernardos Francisco Goicoechea García Antonio Elizalde Aldabaldetrecu Alberto Molina Castillo Ángel Viana Bravo Javier Puertas Cabezudo Dionisio Redondo González José Delgado (Stm.) | 5:51,90 |

### Frauen
| Bootsklasse                        | Gold | Gold    | Silber | Silber  | Bronze | Bronze  |
| ---------------------------------- | --- | ------- | --- | ------- | --- | ------- |
| Einer (W1x)                        | Sowjetunion Irina Fetissowa | 3:42,83 | Rumänien Valeria Răcilă | 3:42,92 | Neuseeland Stephanie Foster | 3:44,61 |
| Doppelzweier (W2x)                 | Sowjetunion Jelena Bratischko Antonina Machina | 3:19,47 | Deutsche Demokratische Republik Kerstin Kirst Martina Schröter | 3:23,05 | Kanada Janice Mason Lisa Roy | 3:26,49 |
| Doppelvierer mit Steuerfrau (W4x+) | Sowjetunion Larissa Popowa Jelena Chlopzewa Olga Kaspina Tatjana Baschkatowa Maria Semskowa-Korotkowa (Stf.)                                                      | 3:32,41 | Deutsche Demokratische Republik Jutta Hampe-Behrendt Heidi Westphal Cornelia Linse Jutta Ploch Elke Rost (Stf.)                                                              | 3:12,48 | Rumänien Maria Moșneagu Maricica Țăran Elisabeta Lipă Sofia Corban Ecaterina Oancia (Stf.)                                                                             | 3:16,63 |
| Zweier ohne Steuerfrau (W2-)       | Deutsche Demokratische Republik Silvia Fröhlich Marita Sandig | 3:32,41 | Polen Małgorzata Dłużewska Czesława Kościańska | 3:34,58 | Kanada Elizabeth Craig Patricia Smith | 3:35,93 |
| Vierer mit Steuerfrau (W4+)        | Sowjetunion Swetlana Semjonowa Walentina Semenowa Galina Stepanowa Larissa Sawarsina Nina Tscheremissina (Stf.)                                                   | 3:17,16 | Vereinigte Staaten Kathryn Keeler Carol Bower Harriet Metcalf Barbara Kirch Valerie McClain-Ward (Stf.)                                                                      | 3:19,55 | Rumänien Rodica Arba Mihaela Armășescu Darko Elena Horvat Dinu (Stf.)                                                                                                  | 3:19,71 |
| Achter (W8+)                       | Sowjetunion Jelena Makuschkina Ludmila Konoplewa Nina Umanez Olena Teroschyna Natalija Jazenko Marina Studnewa Raissa Doligaida Sarmīte Stone Nina Frolowa (Stf.) | 2:57,97 | Vereinigte Staaten Elizabeth Miles Shyril O’Steen Kristine Norelius Janet Harville Jennifer Marshall Joline Esparza Jane McDougall Kristen Thorsness Nanette Bernadou (Stf.) | 3:01,50 | Deutsche Demokratische Republik Angelika Noack Ute Steindorf Sabine Portius Carola Miseler Steffi Götzelt Sigrid Anders Iris Rudolph Karin Metze Kirsten Wenzel (Stf.) | 3:02,89 |

## Medaillenspiegel
| Platz | Land                            | Gold | Silber | Bronze | Gesamt |
| ----- | ------------------------------- | ---- | ------ | ------ | ------ |
| 1     | Sowjetunion                     | 5    | 2      | 2      | 9      |
| 2     | Deutsche Demokratische Republik | 4    | 6      | 1      | 11     |
| 3     | Italien                         | 4    |        | 1      | 5      |
| 4     | Norwegen                        | 2    |        |        | 2      |
| 5     | Neuseeland                      | 1    |        | 1      | 2      |
| 5     | Schweiz                         | 1    |        | 1      | 2      |
| 7     | Österreich                      | 1    |        |        | 1      |
| 8     | Vereinigte Staaten              |      | 4      | 2      | 6      |
| 9     | Rumänien                        |      | 1      | 3      | 4      |
| 10    | Tschechoslowakei                |      | 1      | 2      | 3      |
| 11    | Dänemark                        |      | 1      | 1      | 2      |
| 11    | Spanien                         |      | 1      | 1      | 2      |
| 13    | BR Deutschland                  |      | 1      |        | 1      |
| 13    | Polen                           |      | 1      |        | 1      |
| 15    | Kanada                          |      |        | 2      | 2      |
| 16    | Niederlande                     |      |        | 1      | 1      |
| Summe | Summe                           | 18   | 18     | 18     | 54     |